# Oreophryne flava
Oreophryne flava är en groddjursart som beskrevs av Parker 1934. Oreophryne flava ingår i släktet Oreophryne och familjen Microhylidae. IUCN kategoriserar arten globalt som otillräckligt studerad. Inga underarter finns listade i Catalogue of Life.